# William Cavendish-Scott-Bentinck, 4:e hertig av Portland
William Henry Cavendish-Scott-Bentinck, 4:e hertig av Portland, född 1768 död 1854, var en brittisk politiker. Han var bland annat ledamot av parlamentets underhus mellan 1790 och 1809 och hade olika ministerposter och ämbeten, bland annat som lordsigillbevarare och kronrådets lordpresident.
Han var son till William Henry Cavendish-Bentinck, 3:e hertig av Portland och gifte sig 1795 med Henrietta Scott (död 1844); i samband med giftermålet lade han till hustruns efternamn till sina egna.

## Barn
- William Henry Cavendish, markis av Titchfield (1796–1824), underhusledamot
- Lady Margaret Harriet Cavendish-Bentinck (1798–1882)
- Lady Caroline Cavendish-Bentinck (1799–1828)
- William John Cavendish-Scott-Bentinck, 5:e hertig av Portland (1800–1879)
- Lord George Cavendish-Bentinck (1802–1848)
- Lord Henry William Cavendish-Bentinck (1804–1870)
- Lady Charlotte Cavendish-Bentinck (1805–1889); gift 1827 med John Evelyn Denison, Viscount Ossington (1800–1873)
- Lady Lucy Joan Cavendish-Bentinck (1807–1899); gift 1828 med Charles Augustus Ellis, 6:e lord Howard de Walden (1799–1868)
- Lady Mary Cavendish-Bentinck (1809–1874); gift 1854 med Sir William Topham